# (3473) Sapporo
(3473) Sapporo ist ein Asteroid, der sich im inneren Hauptgürtel befindet. Der Himmelskörper wurde am 7. März 1924 vom deutschen Astronomen Karl Wilhelm Reinmuth entdeckt. Die Entdeckung erfolgte an der Sternwarte am Königstuhl (IAU-Code G24), die später den Namen Landessternwarte Heidelberg-Königstuhl erhielt. Sie befindet sich auf dem Berg Königstuhl auf dem Stadtgebiet von Heidelberg.
Die Exzentrizität von (3473) Sapporo beträgt 0,1573. Die Sonnenumlaufbahn des Asteroiden ist mit lediglich 0,9655 Grad gegenüber der Ekliptik des Sonnensystems geneigt. Dies ist eine geringere Neigung als bei den Planeten im Sonnensystem mit Ausnahme des Uranus.
Der mittlere Durchmesser des Asteroiden wurde mithilfe des Wide-Field Infrared Survey Explorers (WISE) grob mit 4,767 (±0,765) km berechnet, die geometrische Albedo ebenfalls grob mit 0,308 (±0,140). Nach der SMASS-Klassifikation (Small Main-Belt Asteroid Spectroscopic Survey) wurde bei einer spektroskopischen Untersuchung von Gianluca Masi, Sergio Foglia und Richard P. Binzel bei einer Unterteilung aller untersuchten Asteroiden in C-, S- und V-Typen (3473) Sapporo den S-Asteroiden zugeordnet.
In einer Einteilung von Asteroiden nach Asteroidenfamilien von David Nesvorný, Miroslav Brož und Valerio Carruba aus dem Jahre 2015 wird (3473) Sapporo der Euterpe-Familie zugerechnet, einer nach dem Asteroiden (27) Euterpe benannten Gruppe von Asteroiden. Die AstDyS-2-Datenbank weist dem Asteroiden keine Asteroidenfamilie zu.

## Benennung
Es dauerte bis in die 1980er-Jahre, bis genügend Bahndaten des Asteroiden gesichert werden konnten, die eine individuelle Benennung rechtfertigen. (3473) Sapporo wurde am 2. April 1988 nach der japanischen Stadt Sapporo benannt, welche die Präfekturhauptstadt der Insel Hokkaidō ist. Vorgeschlagen wurde die Benennung vom japanischen Astronomen Shuichi Nakano, welcher die abschließenden Bahnberechnungen für den Asteroiden erstellt hatte, die schlussendlich für eine Benennung ausreichten. Nakano bat Kazurō Watanabe von der Japanischen Astronomischen Gesellschaft die Benennungsanfrage bei der zuständigen Internationalen Astronomischen Union (IAU) einzureichen. In der Widmung zur Benennung erwähnt wurden die Olympischen Winterspiele 1972, die in Sapporo stattfanden und das Sapporo Science Center, an dem astronomische Observationen von Kometen und Kleinplaneten durchgeführt werden.